# Sony Ericsson K700i
Sony Ericsson K700i為索尼爱立信於2004年7月1日推出的GSM手提電話。內建30萬畫素數位相機。